# Lance Mountain (Georgia)
Der Lance Mountain ist ein Berg von ungefähr 700 m Höhe in den Blue Ridge Mountains im Bundesstaat Georgia.
Namensgeber ist Thomas Lance, ein früher Siedler.